# Den hvide slavinde
Den hvide slavinde er en dansk stumfilm fra 1907, produceret af Nordisk Film og instrueret af Viggo Larsen. Filmen er en af de allerførste danske fiktionsfilm, og den første i den populære "hvid slavehandel"-genre.
Filmen er sandsynligvis baseret på den danske forfatterinde Elisabeth Schøyens bog Den hvide slavehandel – det tyvende århundreds skændsel (1905), med den afgørende forskel at hvor bogen ender ulykkeligt, så ender filmen anderledes lykkeligt.

## Handling
En ung landsbypige (Gerda Jensen) læser en avisannonce der tilbyder et godt betalt arbejde i storbyen. Pigen viser begejstret annoncen til sin kæreste (Viggo Larsen). Han er noget skeptisk, men ønsker hende alligevel held og lykke. Som afrejsegave giver han hende en brevdue i afskedsgave. Hun rejser af sted med toget og møder ved rejsens destination en kvinde, der tager hende hjem. Pigen får så udleveret en fin kjole og bragt til en stue fuld af festende. Hun afviser deres tilnærmelser, og bliver låst inde på sit værelse. Hun indser da at hun er havnet på et bordel og sender brevduen af sted med en besked. Kæresten modtager beskeden og ankommer til bordellet med politiet. Han tager pigen med sig, men efter politiet har forladt bordellet, fortsætter de svirende personer glædeligt deres syndige beskæftigelse.

## Medvirkende
| Skuespiller  | Rolle          |
| ------------ | -------------- |
| Gerda Jensen | den unge pige  |
| Viggo Larsen | pigens kæreste |
| Gustave Lund | pigens far     |